# حلقة تشاتزكي
حلقة تشاتزكي (بالإنجليزية: Shatzki's ring)‏ حجاب مخاطي حلقي يسبب تضيق في أسفل المريء عند الوصل المخاطي المريئي المعدي (الخط Z) تظهر بعد سن 40 سنة، تتشكل إثر تخريش مزمن لأسفل المريء ناجم عن قلس معدي مريئي دون أن تترافق مع أعراض القلس، لأنها شكل دفاعي عن المريء من أذى المواد القالسة.

## العلامات والأعراض
لا تظهر أعراض عند كل المرضى الذين لديهم حلقات تشاتزكي؛ تُبين اختبارات تصوير الجهاز الهضمي العلوي بالباريوم (لقمة الباريوم) في بعض الأحيان وجود حلقة تشاتزكي عند مرضى لا يعانون من صعوبات في البلع.
عندما تسبب حلقات تشاتزكي أعراضًا، فإنها تؤدي إلى صعوبة نوبية في بلع (عسر بلع) الأطعمة الصلبة، أو الإحساس بأن الطعام «يعصى» في أثناء البلع، وخصوصًا إذا كان الطعام غير ممضوغ بشكل جيد. يكون المرضى عادة قادرين على قلس اللقمة العالقة أو دفعها للأسفل ومواصلة تناول الطعام. ومع ذلك، يمكن أن يحدث انسداد تام للمريء ببلعة طعامية (تسمى متلازمة ستيك هاوس). يمكن أن يسبب ذلك ألمًا صدريًا شديدًا، ويمكن أن يلزم العلاج الفوري بالتنظير الداخلي، الذي يستخدم كاميرا ألياف بصرية مخصصة، لإزالة الطعام العالق. بعد تحديد موقع الانسداد، تُدخل شبكة أو ملقط لسحب الطعام من المريء أو لدفعه إلى المعدة. ويُجرى الدفع نحو المعدة بحذر، وفقط عندما يكون تشريح البنى حول الانسداد معروفًا.

### حالات مرافقة
- يمكن أن تترافق حلقات تشاتزكي بغشي البلع (إغماء)، وهو نوع مميز من الإغماء.[5]
- تترافق حلقات تشاتزكي بانخفاض في نسبة حدوث مريء باريت، الذي يعتبر حالة قبل سرطانية في بعض الحالات.[6]

## الأسباب
على الرغم من وضع فرضيات كثيرة، مازال سبب حلقات تشاتزكي غير مؤكد. وتشارك في تشكلها عوامل خلقية ومكتسبة.

## التشخيص
تُشخص حلقة تشاتزكي عن طريق تنظير المريء أو لقمة الباريوم. وعادة ما يّبين التنظير حلقة داخل لُمعة المريء ذات حجوم مختلفة. توجد الحلقة على بعد بضعة سنتيمترات فوق الوصل المريئي المعدي، أي مكان اتصال المريء بالمعدة. تشبه حلقات تشاتزكي في كثير من الأحيان حالة مشابهة اسمها وترة المريء. تحتوي وترة المريء أيضًا على نسيح مخاطي، ولكنها لا تطوق المريء بالكامل.
كثيرًا ما يكشف التنظير الداخلي ولقمة الباريوم الذين يُجريان لأسباب أخرى عن وجود حلقة تشاتزكي غير متوقعة، ما يعني أن الكثير من حلقات تشاتزكي لا تترافق بأعراض.
وُصف نوعان من حلقات تشاتزكي. وتحدّث الوصف الأصلي لتشاتزكي وغاري عن حلقة من النسيج الليفي ظهرت عند تشريح جثة؛ وهو النوع الأقل شيوعًا من حلقة تشاتزكي. في النوع الأكثر شيوعًا، تتكون الحلقة من النسيج المخاطي الذي يبطن المريء بأكمله.

## العلاج
نادرًا ما تتفاقم حلقات تشاتزكي التي لا تترافق بأعراض مع مرور الوقت، ولا تحتاج إلى علاج.
يمكن علاج حلقات تشاتزكي المترافقة بأعراض من خلال توسيع المريء، وذلك باستخدام موسع بوجي أو موسع البالون. تبين أن الطريقتين فعالتان بالقدر نفسه. ينطوي توسيع بوجي على إدخال أنابيب موسِعة طويلة أحجامها متزايدة إلى أسفل المري لتوسيع مساحة التضيق، ويُجرى ذلك من خلال سلك إرشاد يُدخل إلى المعدة بواسطة التنظير (طريقة سافاري غيلارد) أو باستخدام موسع موزون بالزئبق (طريقة مالوني). ويُنفذ ذلك تحت التهدئة الوريدية لتخفيف الانزعاج. يمكن أن ينتج عن التوسيع بعض التهيج المؤقت. يمكن أن يُعطى شوط قصير من العلاج المثبط لمضخة البروتون لتقليل ارتجاع الحمض المعدي إلى المريء. تختلف مدة الاستفادة من التوسيع، وتتراوح بين أشهر وسنوات. يمكن أن يُجرى التوسيع مرة أخرى في حال ظهر التضيق مجددًا.

## الوبائيات
توجد حلقات تشاتزكي عند 6 إلى 14% من المرضى الذين يجرون اختبار لقمة الباريوم الروتيني للمريء.